# Santo Tomás Apóstol (Jaray)

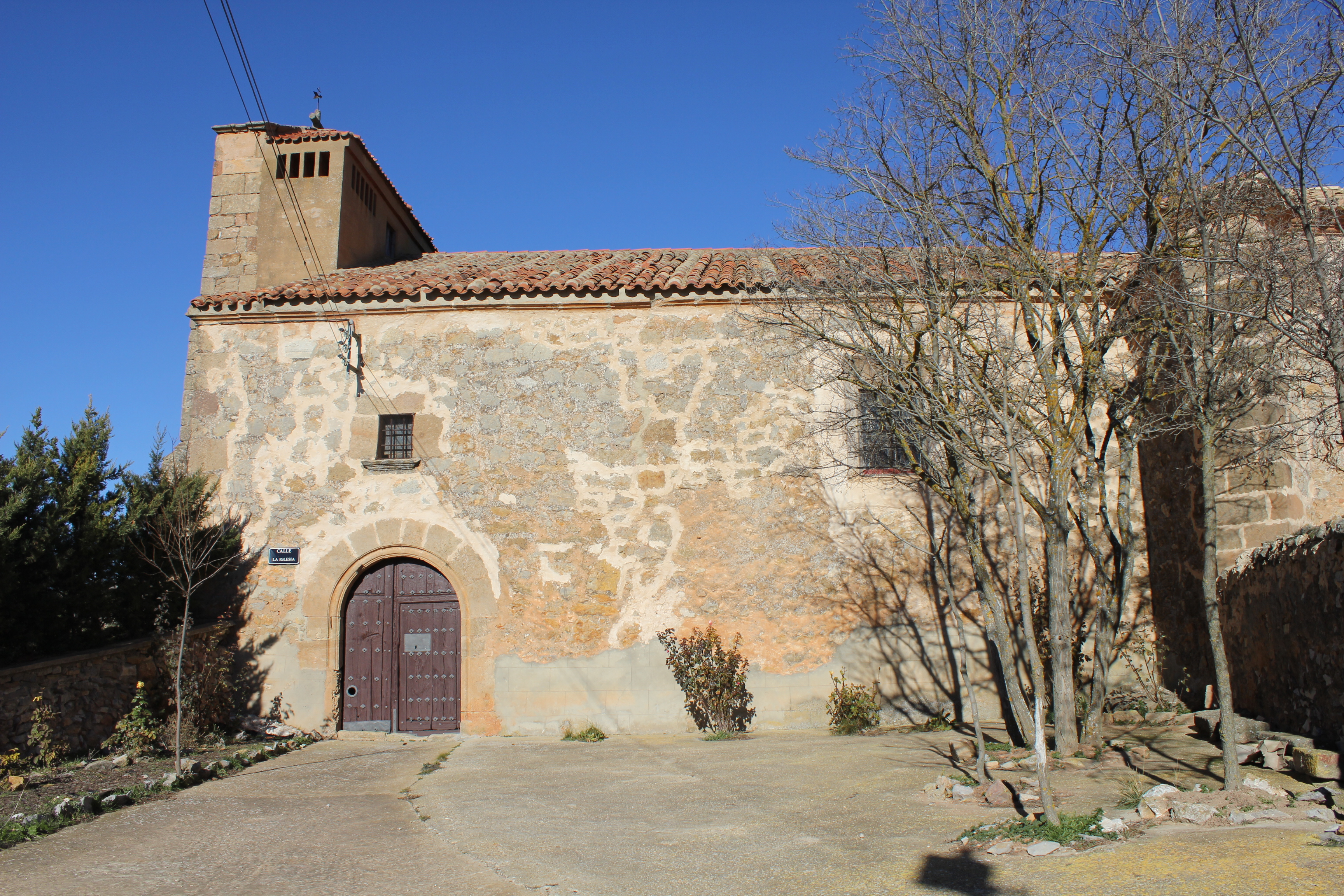
Kirche Santo Tomás Apóstol in Jaray

Die römisch-katholische Pfarrkirche Iglesia de Santo Tomás Apostol (dt.: Kirche des Apostels Thomas) in Jaray, einem Ortsteil der spanischen Gemeinde Almenar de Soria in der  Provinz Soria der Autonomen Gemeinschaft Kastilien und León, wurde im 16. Jahrhundert im gotischen Stil errichtet. 
Das Gebäude besteht lediglich aus dem Kirchenschiff, in dem sich das Wappen dem Wappen von Muñoz de Morales findet, das auch auf dem Altarbild wiedergegeben ist. Der erhaltene Taufstein, ein in Sandstein gehauener Kegelstumpf mit einer doppelten Wendeltreppe, stammt möglicherweise aus einem romanischen Vorgängerbau.  Ein Grabstein, datiert auf das Jahr 1500, trägt die Inschrift: „Hier ruhen Belasco de Morales und Donna Sancha Goncales de Castejón, gestorben im Jahre MD“.
Im Glockenturm befinden sich zwei Glocken, Santa Bárbara (Stiftungsjahr 1840) und Inmaculada Concepción (Gussjahr 1920).